# Tagish Lake (meteorit)
 Meteorit Tagish Lake  je meteorit iz skupine ogljikovih hondritov. Na Zemljo je padel 18. januarja 2000 na območju jezera Tagish Lake v ozemljih Jukon in Britanska Kolumbija v Kanadi. Najprej so opazili veliko ognjeno kroglo (bolid), ki je eksplodirala v bližini jezera. Predvidevajo, da je bila eksplozija enakovredna eksploziji 2 do 3 kiloton TNT..  Telo, ki je vstopilo v atmosfero Zemlje, je imelo po ocenah maso od 56.000 do 200.000 kg, premer od 4 do 6 m, ter hitrost okoli 16 km/s. Padec so opazili tudi na posnetkih nekega ameriškega obrambnega satelita. Zbrali so preko 500 ostankov meteorita na zamrznjeni površini jezera v skupni masi okoli 1.300 kg.  To je tudi največji meteorit, ki so ga opazovali v Kanadi. Spada med najpomembnejše najdene meteorite zaradi svoje edinstvenosti.
Vsi primerki ostankov tega meteorita so močno rdeči in imajo maso do 1 kg. Meteorit je nastal v času nastajanja Osončja, saj vsebuje nespremenjeni medzvezdni prah, ki je bil osnova za nastajanje Osončja (starost okoli 4,5 milijarde let). Telo je prišlo iz zunanjega dela asteroidnega pasu. V njem so našli zrnca organskih snovi, ki bi naj bila starejša od Osončja. Meteorit Tagish Lake ne vsebuje aminokislin, vsebuje pa aromatične ogljikovodike
Ob zbiranju na ledu se jih nikoli niso dotaknili z roko (niso jih onesnažili z zemeljskimi organskimi snovmi), pozneje so jih vedno hranili na temperaturi pod 0 °C . Tako so ostanki meteorita ostali skoraj takšni, kot so prišli iz vesolja. Spomladi so našli še večje število meteoritov.